# Joan Palau i Mayor
Joan Palau i Mayor (Amposta, ? - 9 d'agost de 1936) fou un advocat i polític català, diputat a les Corts Espanyoles durant la Segona República.
Era fill de Joan Palau i Miralles, alcalde d'Amposta. Militant del Partit Republicà Radical, col·laborà a les publicacions Destellos (Portbou), a El Radical (Tortosa), Heraldo de Tortosa i a Juventud (Barcelona). Fou elegit diputat per la província de Tarragona a les eleccions generals espanyoles de 1933, i votà a favor de la suspensió de l'estatut de Núria després dels fets del sis d'octubre de 1934. En esclatar la guerra civil espanyola fou detingut i empresonat el juliol de 1936 i, el 9 d'agost de 1936 fou assassinat en companyia del seu pare a la carretera de Tortosa a Barcelona.